# Дружногорское городское поселение
Дружного́рское городско́е поселе́ние — упразднённое муниципальное образование на территории Гатчинского муниципального округа Ленинградской области. Бывший административный центр — посёлок Дружная Горка. На территории упразднённого поселения находятся 12 населённых пунктов — 2 посёлка, 1 село и 9 деревень.
Последним главой поселения являлась Моисеева Ирина Валентиновна, главой администрации — Отс Игорь Викторович.

## Географическое положение
- Общая площадь — 194,8 км².
- Местоположение: южная часть Гатчинского муниципального округа
- Граничило:
  - на севере — с Сиверским городским поселением
  - на востоке — с Вырицким городским поселением
  - на юге — с Лужским муниципальным районом
  - на западе — с Рождественским сельским поселением

По территории упразднённого поселения проходят автодороги:
- 41К-099 (Сиверский — Куровицы)
- 41К-469 (Орлино — Заозерье)
- 41К-470 (подъезд к пл. Дивенская)
- 41К-495 (Лампово — Остров)
- 41К-511 (подъезд к садоводству Строганово)

Расстояние от бывшего административного центра поселения до центра муниципального округа — 40 км
- По территории упразднённого поселения проходит железная дорога Санкт-Петербург — Луга, имеется станция Строганово и остановочный пункт Лампово
- На территории упразднённого поселения находится озеро Орлинское

## История
1 января 2006 года в соответствии с областным законом № 113-оз от 16 декабря 2004 года образовано Дружногорское городское поселение, в его состав вошли территории посёлка Дружная Горка и бывшей Орлинской волости.
Упразднено 13 мая 2024 года в связи с образованием Гатчинского муниципального округа вместо Гатчинского района.

## Население
| 2006  | 2010  | 2011  | 2012  | 2013  | 2014  | 2015  |
| ----- | ----- | ----- | ----- | ----- | ----- | ----- |
| 5900  | ↘5815 | ↗5994 | ↗6094 | ↗6120 | ↗6160 | ↗6182 |
| 2016  | 2017  | 2018  | 2019  | 2020  | 2021  | 2023  |
| ↘6113 | ↘6069 | ↘6040 | ↘6003 | ↘5841 | ↗5974 | ↘5827 |
| 2024  |       |       |       |       |       |       |
| ↘5792 |       |       |       |       |       |       |

## Состав городского поселения
| №  | Населённый пункт | Тип населённого пункта                    | Население |
| -- | ---------------- | ----------------------------------------- | --------- |
| 1  | Дружная Горка    | городской посёлок, административный центр | ↘3313     |
| 2  | Зайцево          | деревня                                   | ↗46       |
| 3  | Заозерье         | деревня                                   | ↘34       |
| 4  | Изора            | деревня                                   | ↘31       |
| 5  | Кургино          | деревня                                   | ↘78       |
| 6  | Лампово          | деревня                                   | ↘1460     |
| 7  | Лязево           | деревня                                   | →16       |
| 8  | Орлино           | село                                      | ↘160      |
| 9  | Остров           | деревня                                   | ↘109      |
| 10 | Протасовка       | деревня                                   | ↘13       |
| 11 | Симанково        | деревня                                   | ↘4        |
| 12 | Строганово       | посёлок при железнодорожной станции       | ↗37       |

## Экономика
На территории упразднённого поселения расположены 81 предприятие производственной и непроизводственной сферы.
Основным предприятием с середины XIX века являлся стекольный завод в Дружной Горке, ныне недействующий.

## Достопримечательности
- Неподалёку от деревни Заозерье на берегу Орлинского озера находится самый северный могильник культуры псковских длинных курганов[24]. Ближайшей является насыпь в могильнике Рапти-Наволок II у Череменецкого озера в Лужском районе[25].